# Low Roar
I Low Roar sono stati un gruppo musicale indie rock islandese fondato a Reykjavík nel 2011, progetto solista del polistrumentista statunitense Ryan Karazija.

## Storia

### Nascita del progetto e il debutto (2010-2011)
Nel 2010, Ryan Joseph Karazija uscì dal suo gruppo indie rock chiamato Audrye Sessions, del quale era chitarrista e cantante. Il gruppo si era formato in California, ad  Oakland, nel 2002. Dopo il concerto conclusivo che mise fine alla loro esperienza come gruppo, il 24 agosto 2010, Ryan passò diversi mesi in una situazione di inattività. Si trasferì, ad inizio 2011, a Reykjavík, in Islanda, dove fondò una one-man band chiamata Low Roar ed iniziò a lavorare ad un album omonimo.
Low Roar esce nel novembre 2011 per la Tonequake Records, etichetta statunitense. L'album è il primo lavoro in assoluto per Karazija come solista ed è il primo inciso sotto il nome di Low Roar. È un album dalle sonorità particolari, che spaziano dalla electro-ambient (in brani delicati nei quali il testo è solo di contorno all'atmosferica composizione della musica) all'indie rock che Karazija aveva già proposto otto anni prima con gli Audrye Sessions.

### 0(2014-2016)

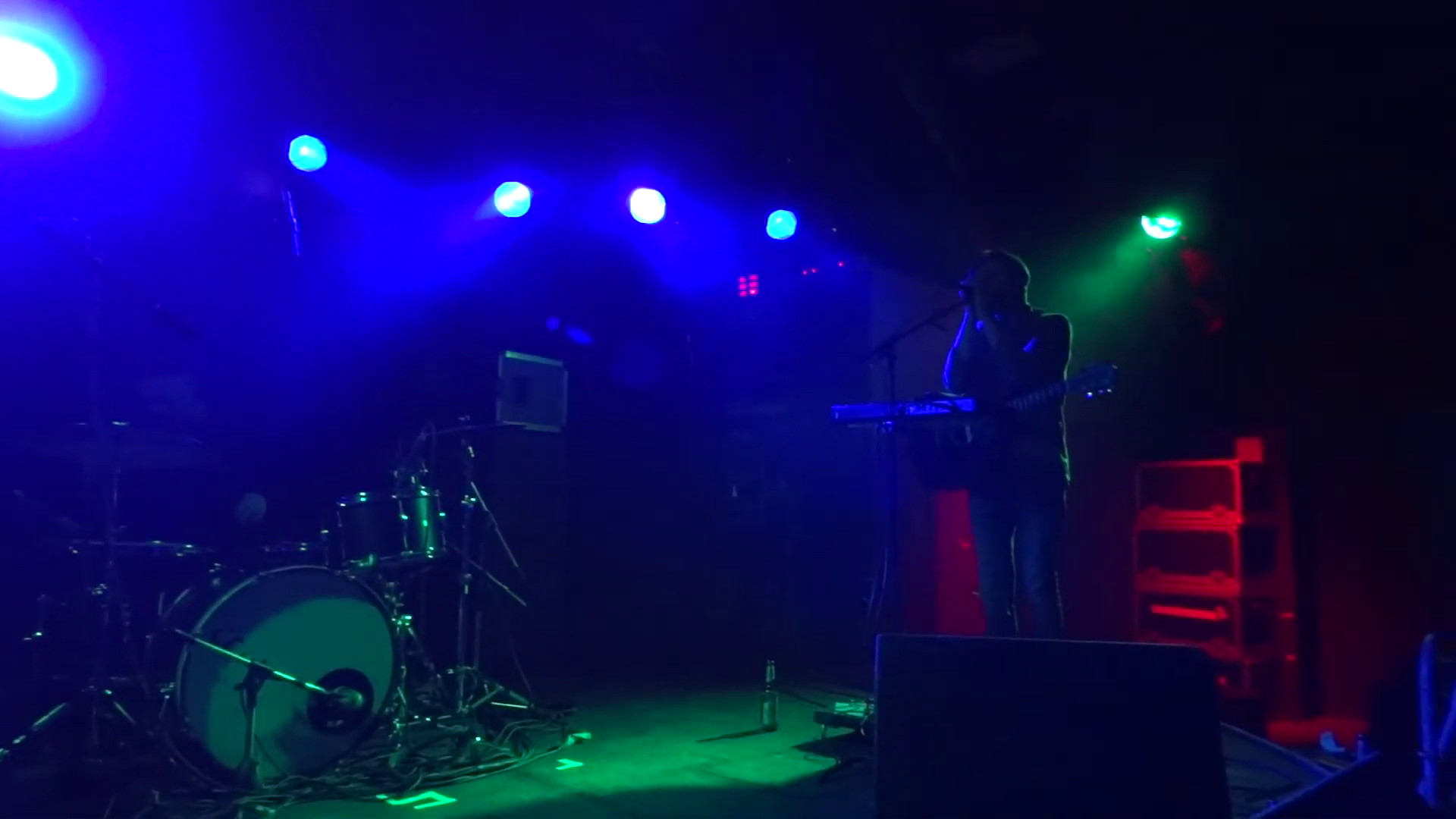
I Low Roar in un concerto a Berlino nel 2015

Nel 2014 è uscito il secondo album, 0, sempre per la Tonequake Records, contenente 13 tracce. Tra queste, il brano I'll Keep Coming è stato utilizzato dall'autore di videogiochi Hideo Kojima per il teaser trailer del suo videogioco Death Stranding durante l'E3 2016. Un altro trailer contenente il brano Easy Way Out è stato pubblicato in occasione del PSX 2016.

### Once in a Long, Long While...eRoss.(2017-2019)
Il terzo album, Once in a Long, Long While..., esce nel 2017 ed è ancora una volta realizzato su etichetta Tonequake.
Nel 2018 viene pubblicato il singolo The Sky Is Falling come b-side dell'album 0, contenente due tracce, l'omonima The Sky Is Falling e  I Won't Be Long.
L'8 novembre del 2019 viene pubblicato il quarto album del gruppo, Ross.

### Maybe Tomorrow...(2021)
Nel 2021 il gruppo pubblica il singolo Feels, colonna sonora del videogioco Arknights. Il brano viene successivamente rivisitato e pubblicato con il titolo Fade Away nel quinto album in studio Maybe Tomorrow..., pubblicato il 30 luglio dello stesso anno.

### Morte di Karazija eHouse in the Woods(2022-presente)
Il 29 ottobre 2022 attraverso i profili social del gruppo viene resa nota la morte del leader Ryan Karazija, sopraggiunta per complicazioni da polmonite. Contemporaneamente viene confermata la pubblicazione di un ultimo lavoro in studio, per cui erano state completate le registrazioni vocali prima del decesso.
Il 27 ottobre 2024 Andrew Scheps annuncia l'imminente pubblicazione del sesto album con il titolo House in the Woods, previsto per il 7 febbraio 2025 ed anticipato da due singoli, Field of Dreams il 6 dicembre ed un secondo il 3 gennaio.

## Formazione
- Ryan Karazija (2011-2022)
- Andrew Scheps (2011-2022)
- Mike Lindsay (2014-2022)

## Discografia

### Album in studio
- 2011 – Low Roar
- 2014 – 0
- 2017 – Once in a Long, Long While...
- 2019 – Ross.
- 2021 – Maybe Tomorrow...
- 2025 – House in the Woods

### EP
- 2014 – Hávallagata 30 EP
- 2015 – Remix EP
- 2020 – Inure

### Album dal vivo
- 2015 – Live at Gamla Bíó

### Singoli
- 2011 – Give Up
- 2017 – Death Stranding: I'll Keep Coming
- 2017 – Bones
- 2017 – Give Me an Answer
- 2018 – The Sky Is Falling
- 2019 – Darkest Hour
- 2019 – Slow Down
- 2020 – Do You Miss Me?
- 2021 – Feels
- 2021 – Everything to Lose
- 2021 – Hummingbird
- 2024 – Field of Dreams
- 2025 – Just How It Goes